# Enicospilus merdarius
Enicospilus merdarius är en stekelart som först beskrevs av Johann Ludwig Christian Gravenhorst 1829.  Enicospilus merdarius ingår i släktet Enicospilus och familjen brokparasitsteklar. Inga underarter finns listade i Catalogue of Life.